# Thần chết (phim truyền hình)
Thần Chết (tiếng Hàn: 블랙; Romaja: Beullaek; Black) là bộ phim truyền hình Hàn Quốc xuất sắc năm 2017 với sự tham gia của Song Seung-heon, Go Ara, Lee El và Kim Dong-jun. Bộ phim được phát sóng trên OCN từ 14 tháng 10 đến 10 tháng 12 năm 2017 vào các ngày thứ 7 và chủ nhật lúc 22:20 (KST) time slot.

## Nội dung
Black là câu chuyện về một Thần Chếtt bị bắt buộc phải tên cộng sự xui xẻo đào tẩu của mình. Trong quá trình này, anh ta khám phá ra sự thật về một loạt vụ án mạng bí ẩn từ 20 năm trước. Việc điều tra các vụ giết người làm phức tạp thêm vai trò chính của Thần Chết trong việc hướng dẫn người chết đến thế giới bên kia của họ, đặc biệt là sau khi anh ta yêu một người phụ nữ phàm trần - điều này khiến anh ta phá vỡ các quy tắc tham gia vào các vấn đề của con người.

## Nhân vật

### Chính
- Song Seung-heon là Han Moo-gang (Thám tử) / Thần Chết (Grim Reaper #444)

Một Thần Chết nhập vào cơ thể của 1 cảnh sát
- Go Ara là Kang Ha-ram

Một cô gái có thể nhìn thấy được cái chết
- Lee El là Yoon Soo-wan

Một bác sĩ đang yêu Han Moo-gang
- Kim Dong-jun là Oh Man-soo

Giám đốc 1 công ty bảo hiểm chaebol

### Phụ

#### Những người xung quanh Moo-gang
- Kim Won-hae là Na Gwang-gyun/Maddog
- Jung Suk-yong là Bong Man-shik
- Lee Chul-min là Oh Soo-tae
- Huh Jae-ho là Park Gwi-nam[8]
- Ji Su-won là mẹ Moo-gang

#### Những người xung quanh Ha-ram
- Kim Jung-young là mẹ Ha-ram
- Kim Hyung-min là cha Kang Soo-hyuk, Ha-ram
- Go Seung-bo là Hoon-seok,anh dâu của Ha-ram
- Park Jung-hak là cha dượng Ha-ram

#### Grim Reaper
- Kim Tae-Woo là Thần Chết #444
- Park Doo-sik[9] là Je Soo-dong
- Jo Jae-yoon là Thần Chết #007
- Lee Kyu-bok là Thần Chết #416
  - Jung Jun-won là Jang Hyun-soo, #416

#### Những người xung quanh Man-soo
- Lee Do-kyung là Oh Chun-soo, cha Man-soo
- Choi Min-chul là Oh Man-ho
- Choi Won-hong là Oh Sang-min, con Man-ho
- Kim Jae-young là Leo/Kim Woo-sik
- Oh Cho-hee là Tiffany/Lee Young-hee
- Kim Young-sun là mẹ Man-soo

#### Khác
- Lee Hae-young là Min Jae-hong
- Woo Hyun là Wang Yong-chun, người với hình xăm nhện
- Lee Kwan-hoon là Chen
- Bae Jung-hwa là Han Jin-sook
- Lee Hyo-je là Kim Joon/Han Moo-chan
- Seo Young-hwa là Kim Joon/mẹ Han Moo-chan
- No Tae-yeob là Steve
- Lee Jun-suk là Park Seung-chul
- Song Min-hyung là Woo Byung-sik
- Cha Chun-hwa là Clara
- Yeon Jae-wook là Lee Byung-tae
- Kim Ji-seok là người đàn ông mất 1 ngón tay

## Ra mắt
"Black" là sự hợp tác giữa đạo diễn Kim Hong-sun của bộ phim truyền hình năm 2017 và nhà văn Choi Ran trong bộ phim God's Gift 14 ngày(2014). Việc đọc kịch bản của dàn diễn viên được tổ chức vào ngày 24 tháng 7 năm 2017..
Loạt phim đang được đàm phán với Netflix để có một thỏa thuận trực tuyến đồng thời và nó hiện đang có trên dịch vụ phát trực tuyến.

## Nhạc phim

### OST Phần 1
| STT              | Nhan đề               | Nghệ sĩ          | Thời lượng |
| ---------------- | --------------------- | ---------------- | ---------- |
| 1.               | "Take Me Out"         | Nam Tae-hyun     | 4:31       |
| 2.               | "Take Me Out" (Inst.) | Nam Tae-hyun     | 4:31       |
| Tổng thời lượng: | Tổng thời lượng:      | Tổng thời lượng: | 9:02       |

### OST Phần 2
| STT              | Nhan đề               | Nghệ sĩ          | Thời lượng |
| ---------------- | --------------------- | ---------------- | ---------- |
| 1.               | "Like A Film"         | leeSA (리싸)     | 3:37       |
| 2.               | "Like A Film" (Inst.) | leeSA (리싸)     | 3:41       |
| Tổng thời lượng: | Tổng thời lượng:      | Tổng thời lượng: | 7:18       |

### OST Part 3
| STT              | Nhan đề              | Nghệ sĩ             | Thời lượng |
| ---------------- | -------------------- | ------------------- | ---------- |
| 1.               | "Another Me"         | Han Min-Chae (민채) | 4:35       |
| 2.               | "Another Me" (Inst.) | Han Min-Chae (민채) | 4:41       |
| Tổng thời lượng: | Tổng thời lượng:     | Tổng thời lượng:    | 9:16       |

## Tỷ suất người xem
Trong bảng dưới, số màu xanh chỉ tỷ suất người xem thấp nhất, số màu đỏ chỉ tỷ suất người xem cao nhất.
| Tập     | Ngày Phát Sóng       | Tỷ lệ khán giả trung bình | Tỷ lệ khán giả trung bình | Tỷ lệ khán giả trung bình |
| Tập     | Ngày Phát Sóng       | AGB Nielsen               | AGB Nielsen               | TNmS                      |
| Tập     | Ngày Phát Sóng       | Toàn Quốc                 | Seoul                     | Toàn Quốc                 |
| ------- | -------------------- | ------------------------- | ------------------------- | ------------------------- |
| 1       | 14 tháng 10 năm 2017 | 2.141%                    | 2.416%                    | 2.0%                      |
| 2       | 15 tháng 10 năm 2017 | 3.876%                    | 4.170%                    | 3.0%                      |
| 3       | 21 tháng 10 năm 2017 | 3.963%                    | 4.715%                    | 2.7%                      |
| 4       | 22 tháng 10 năm 2017 | 4.318%                    | 5.080%                    | 3.7%                      |
| 5       | 28 tháng 10 năm 2017 | 3.595%                    | 4.229%                    | 2.9%                      |
| 6       | 29 tháng 10 năm 2017 | 4.087%                    | 4.714%                    | 3.6%                      |
| 7       | 4 tháng 11 năm 2017  | 3.580%                    | 4.427%                    | 3.0%                      |
| 8       | 5 tháng 11 năm 2017  | 3.247%                    | 3.727%                    | 2.6%                      |
| 9       | 11 tháng 11 năm 2017 | 2.966%                    | 3.636%                    | 2.3%                      |
| 10      | 12 tháng 11 năm 2017 | 3.409%                    | 4.245%                    | 3.6%                      |
| 11      | 18 tháng 11 năm 2017 | 2.535%                    | 2.795%                    | 2.1%                      |
| 12      | 19 tháng 11 năm 2017 | 3.074%                    | 3.613%                    | 2.9%                      |
| 13      | 25 tháng 11 năm 2017 | 2.532%                    | 2.707%                    | 2.4%                      |
| 14      | 26 tháng 11 năm 2017 | 3.038%                    | 3.234%                    | 2.8%                      |
| 15      | 2 tháng 12 năm 2017  | 2.453%                    | 2.395%                    | 2.0%                      |
| 16      | 3 tháng 12 năm 2017  | 3.470%                    | 3.810%                    | 2.6%                      |
| 17      | 9 tháng 12 năm 2017  | 3.085%                    | 3.403%                    | 2.2%                      |
| 18      | 10 tháng 12 năm 2017 | 4.181%                    | 4.518%                    | 3.7%                      |
| Average | Average              | 3.308%                    | 3.769%                    | 2.783%                    |

- Bộ phim truyền hình này phát sóng trên kênh truyền hình cáp / truyền hình trả tiền thông thường có khán giả tương đối nhỏ so với các đài phát thanh truyền hình / phát thanh công cộng miễn phí (Hệ thống Phát thanh Hàn Quốc KBS), [Seoul Broadcasting System

## Phát sóng quốc tế
- Tại Malaysia và Singapore, bộ phim bắt đầu phát sóng trong vòng 24 giờ sau khi phát sóng truyền hình Hàn Quốc đầu tiên trên [TVN (Asia) | tvN Asia] kể từ ngày 15 tháng 10 năm 2017.[15]
- Tại Hồng Kông, Thái Lan, Indonesia và Singapore, nó sẽ được ra mắt trên Thrill sau bên Hàn 2 tập.[cần dẫn nguồn]
- Tại Vương quốc Anh, chương trình phát sóng qua Netflix một tuần sau phát sóng đầu tiên của Hàn Quốc.[cần dẫn nguồn]
- Tại Philippines, bộ phim sẽ được phát sóng trên ABS-CBN vào mỗi thứ Hai đến thứ 6 vào lúc 10:00 PST bắt đầu từ ngày 8 tháng 1 năm 2018.[16]
- Tại Việt Nam, bộ phim mang tựa "Ranh giới" được phát sóng trên kênh VTV9 lúc 22h Thứ Hai đến Thứ Bảy từ 28/02/2020 và bộ phim cũng đã được  phát sóng trên VTV5 với phiên bản thuyết minh tiếng Việt